# Peugeot 107
| Sterne im Euro-NCAP-Crashtest (2005) |

| Sterne im Euro-NCAP-Crashtest (2012) |

Der Peugeot 107 ist ein vorwiegend für den europäischen Markt entworfener Kleinstwagen von Peugeot mit vier Sitzen und wahlweise drei oder fünf Türen. Das Fahrzeug kam Mitte 2005 auf den Markt und ist nahezu baugleich mit dem Citroën C1 und dem Toyota Aygo. Täglich wurden von den drei Modellen zusammen über 1000 Wagen bei Toyota Peugeot Citroën Automobile (TPCA) in Kolin (Tschechien) hergestellt.
Der Peugeot 107 ist der kleinste Pkw von Peugeot und ersetzt den Peugeot 106, der von Herbst 1991 bis Ende 2003 gebaut wurde. Der 107 ist nicht mit dem fast gleichzeitig auf den Markt gebrachten Minivan Peugeot 1007 zu verwechseln.

## Antrieb
Auf dem deutschen Markt wird er nur mit einem Dreizylindermotor von Toyota mit 50 kW (68 PS) angeboten, der die Euro-4-Norm erreicht. Der auch im Daihatsu Sirion verwendete Ottomotor mit 1 Liter Hubraum und 12 Ventilen hat eine Nockenwellenverstellung (VVT-i). Der Filou kann auch mit dem automatisierten 5-Gang Schaltgetriebe 2-tronic ausgestattet werden. In Polen, Tschechien, Österreich und einigen anderen europäischen Ländern ist auch ein 1,4-l-HDI-Dieselmotor mit 40 kW (54 PS) zu bekommen.

## Besonderheiten
Die hinteren Fenster sind beim Dreitürer fest und beim Fünftürer nur ausstellbar, wodurch unter anderem Scheibenführung und Hubtrieb eingespart werden. Ab Werk sind nur wenige Sonderausstattungen lieferbar, was den Produktionsablauf und die Lagerhaltung vereinfacht: Kopfairbags sind (außer beim Street Racing) zwar auf Wunsch erhältlich – ESP und Klimaanlage beim Grundmodell Petit Filou jedoch nicht.
Der Wagen hat einen Wendekreis von nur 9,46 m und ist für Anhängerbetrieb nicht geeignet. Sein Kraftstoffverbrauch liegt bei 4,6 Liter Super und die CO2-Emissionen bei 109 g/km. Der Peugeot 107 konnte sich – gemeinsam mit seinen beiden Schwestermodellen von Citroën und Toyota – beim VCD-Umweltranking sowohl 2005, 2006 als auch 2007 als bestes Nicht-Hybrid-Fahrzeug platzieren. In einem Hochschulprojekt an der HTW des Saarlands konnten die CO2-Emissionen durch Umrüstung auf Autogas und weitere verbrauchsmindernde Maßnahmen auf 90,9 g CO2/100 km, also auf das Niveau von Hybrid-Fahrzeugen reduziert werden.
Die Heckklappe besteht aus der klappbaren rahmenlosen Heckscheibe. Dies hatte schon der Volvo P1800 ES aus dem Jahr 1971.

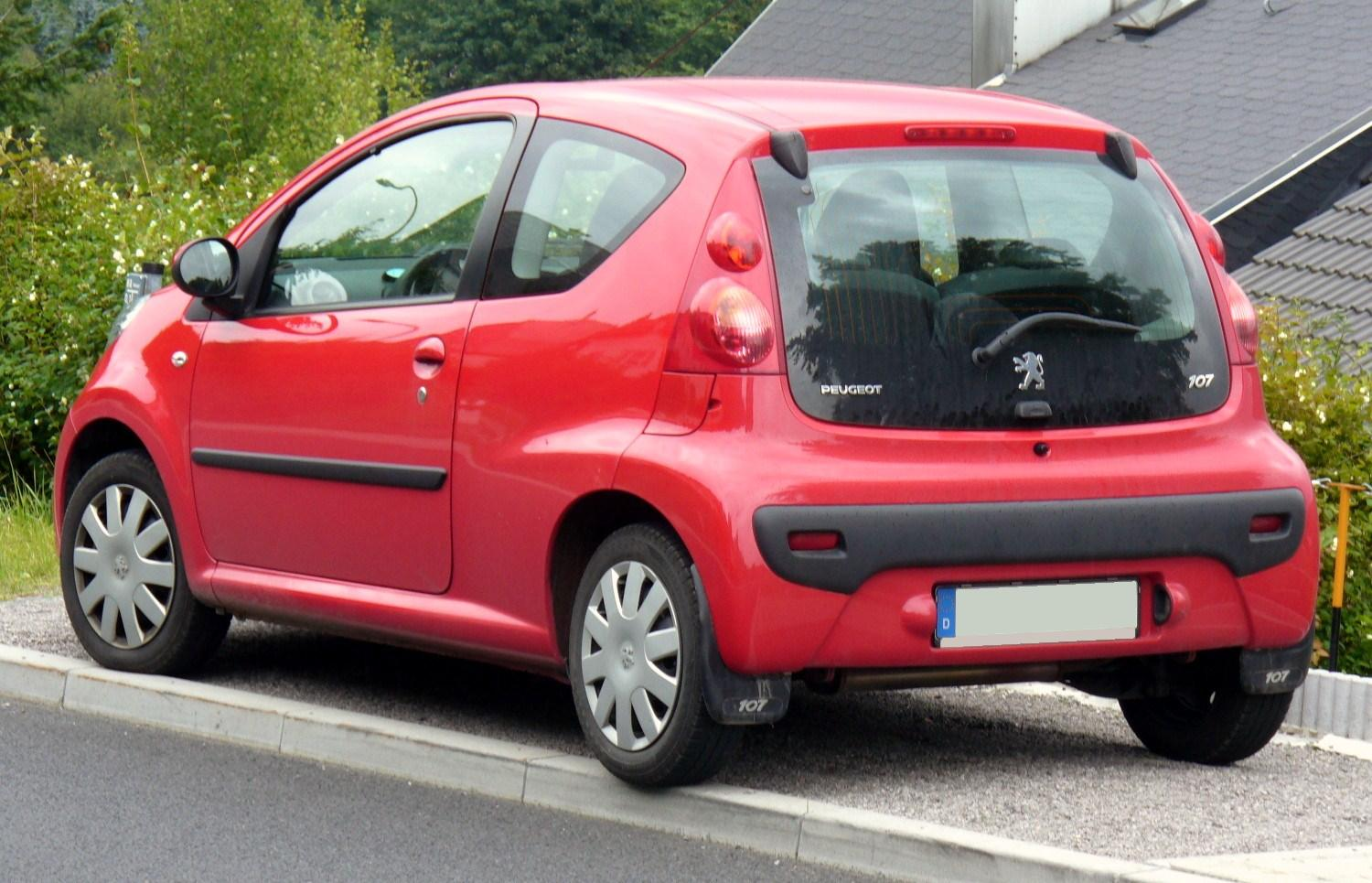
Heckansicht
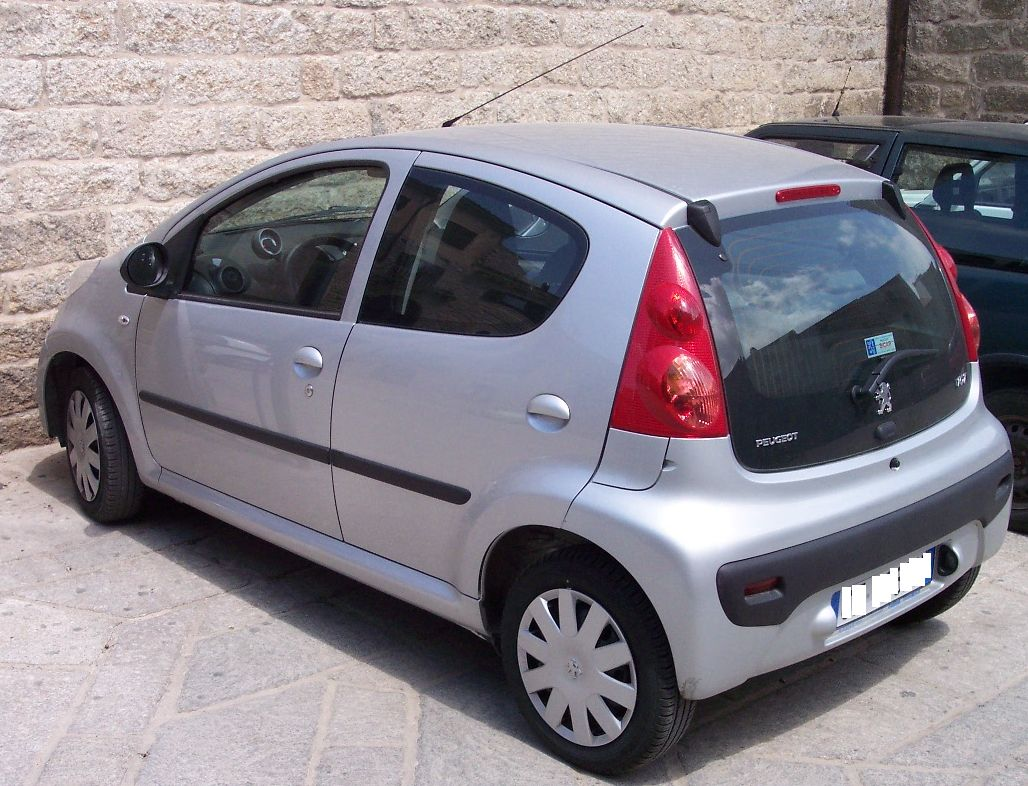
Peugeot 107 Fünftürer (2005–2009)
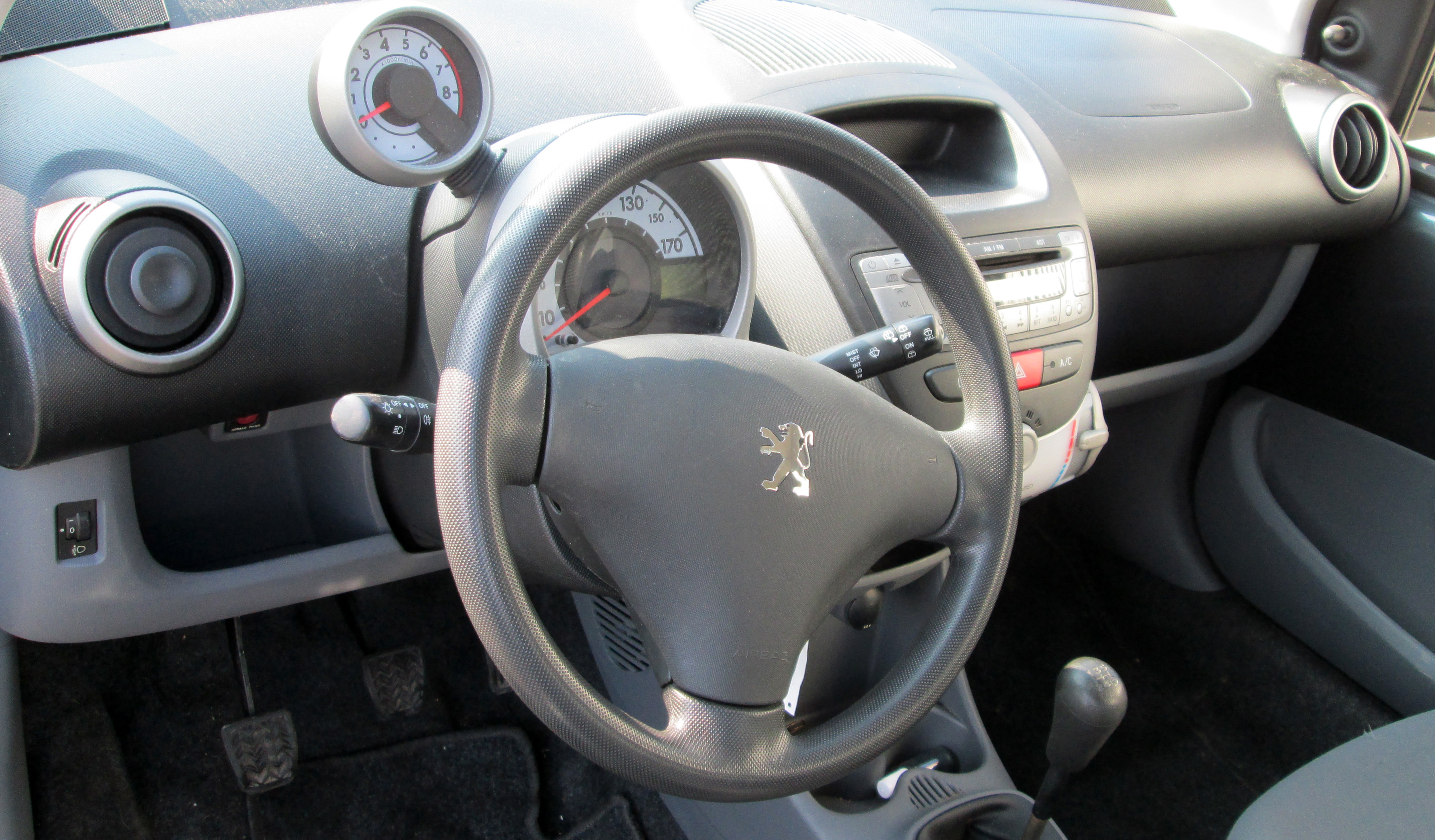
Cockpit

### Modellpflege
Anfang 2009 wurde der 107 einem Facelift unterzogen. Dabei wurde das Frontdesign geändert, die Technik des Autos blieb jedoch unangetastet.

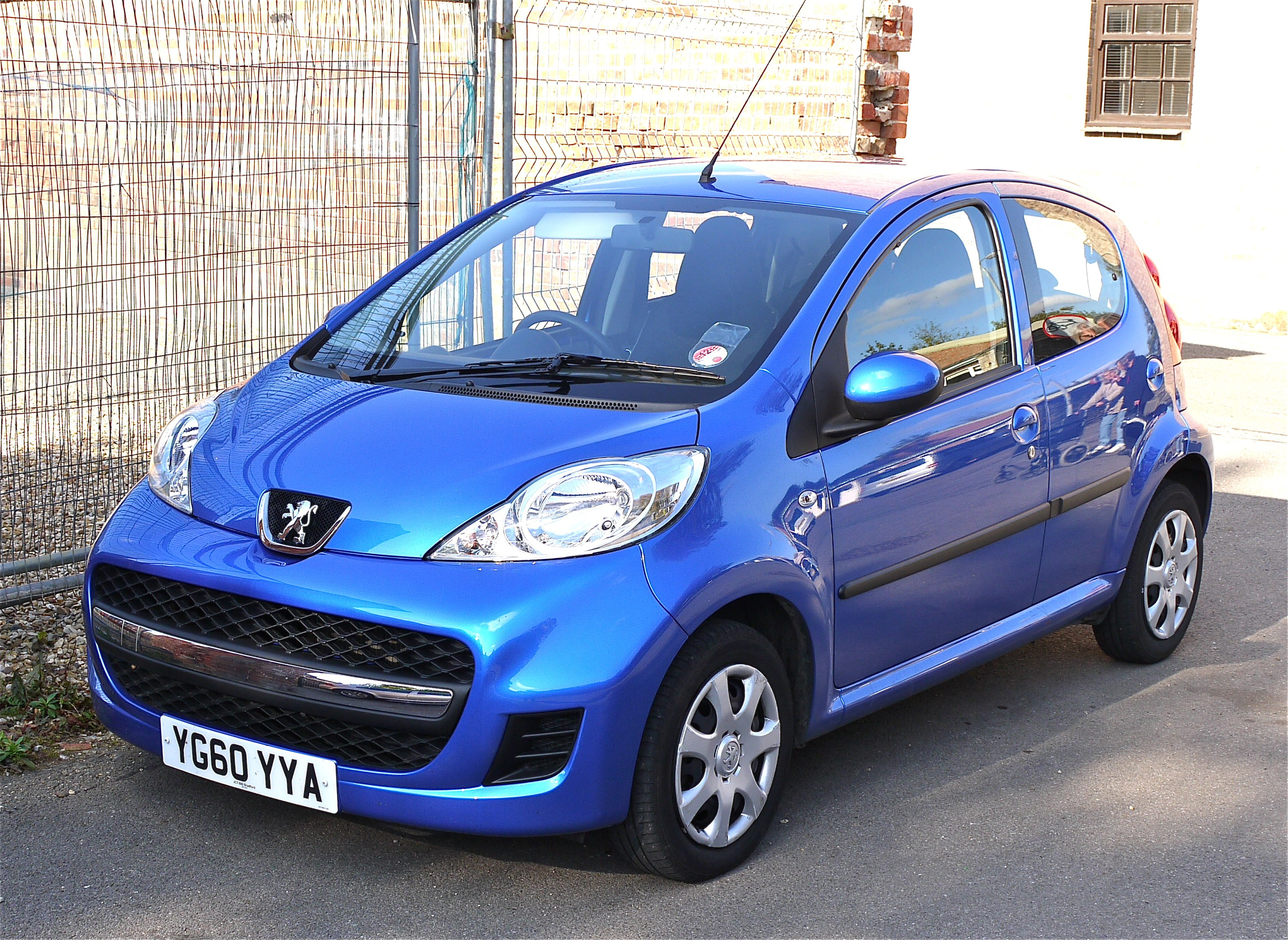
Peugeot 107 Fünftürer (2009–2012)

Anfang 2012 wurde der 107 ein weiteres Mal überarbeitet, wobei die Änderung umfangreicher ausfielen als 2009.
So wurde der Kühlergrill kleiner und der 107 hat LED-Tagfahrlicht. Das Peugeot-Emblem ist nun ohne Chromumrandung auf der Motorhaube, die an dieser Stelle ausgeformt ist. Im Innenraum lässt sich dieses Modell an einem neuen Lenkrad und verbesserten Materialien erkennen.

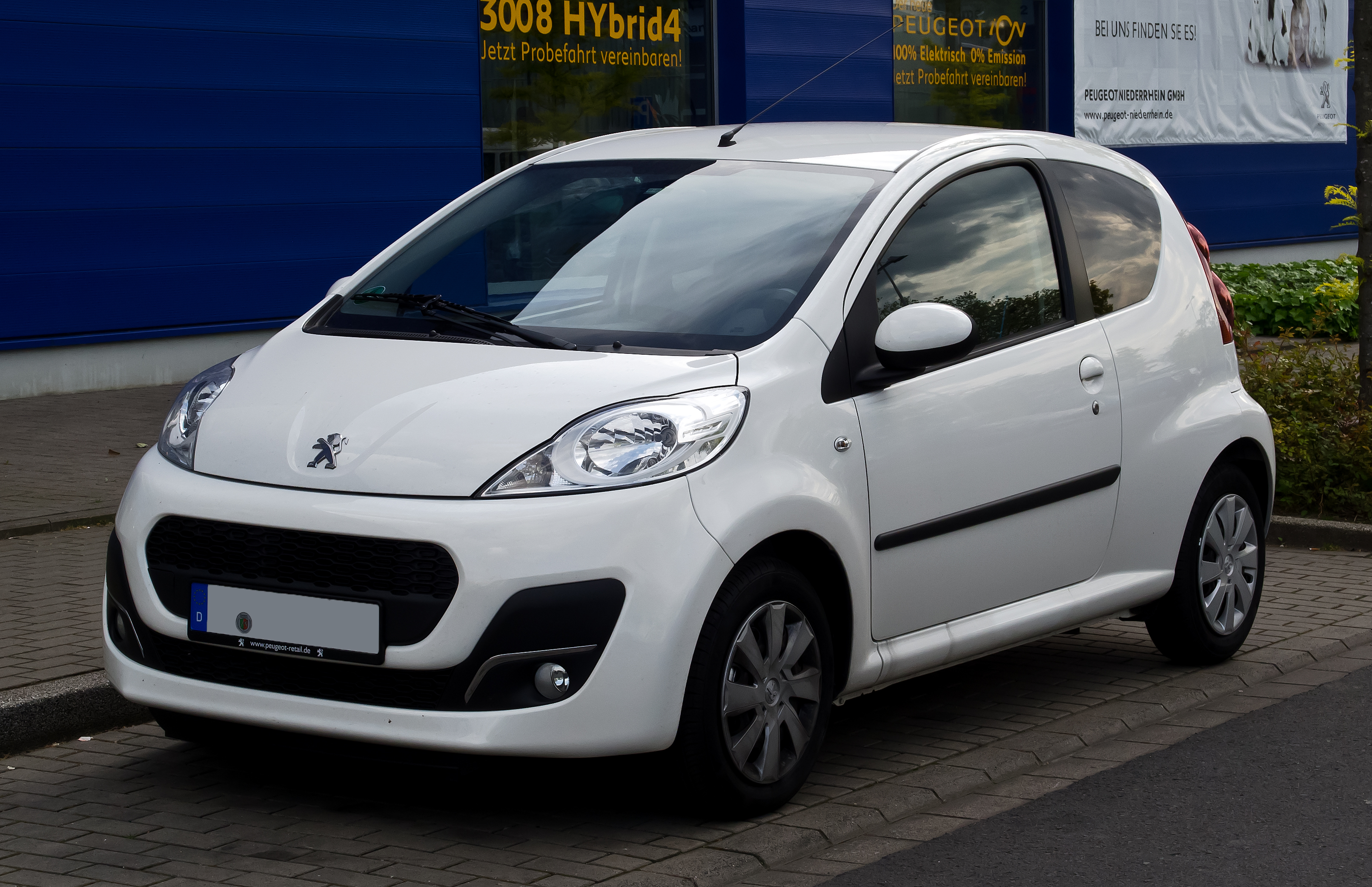
Peugeot 107 Dreitürer (2012–2014)
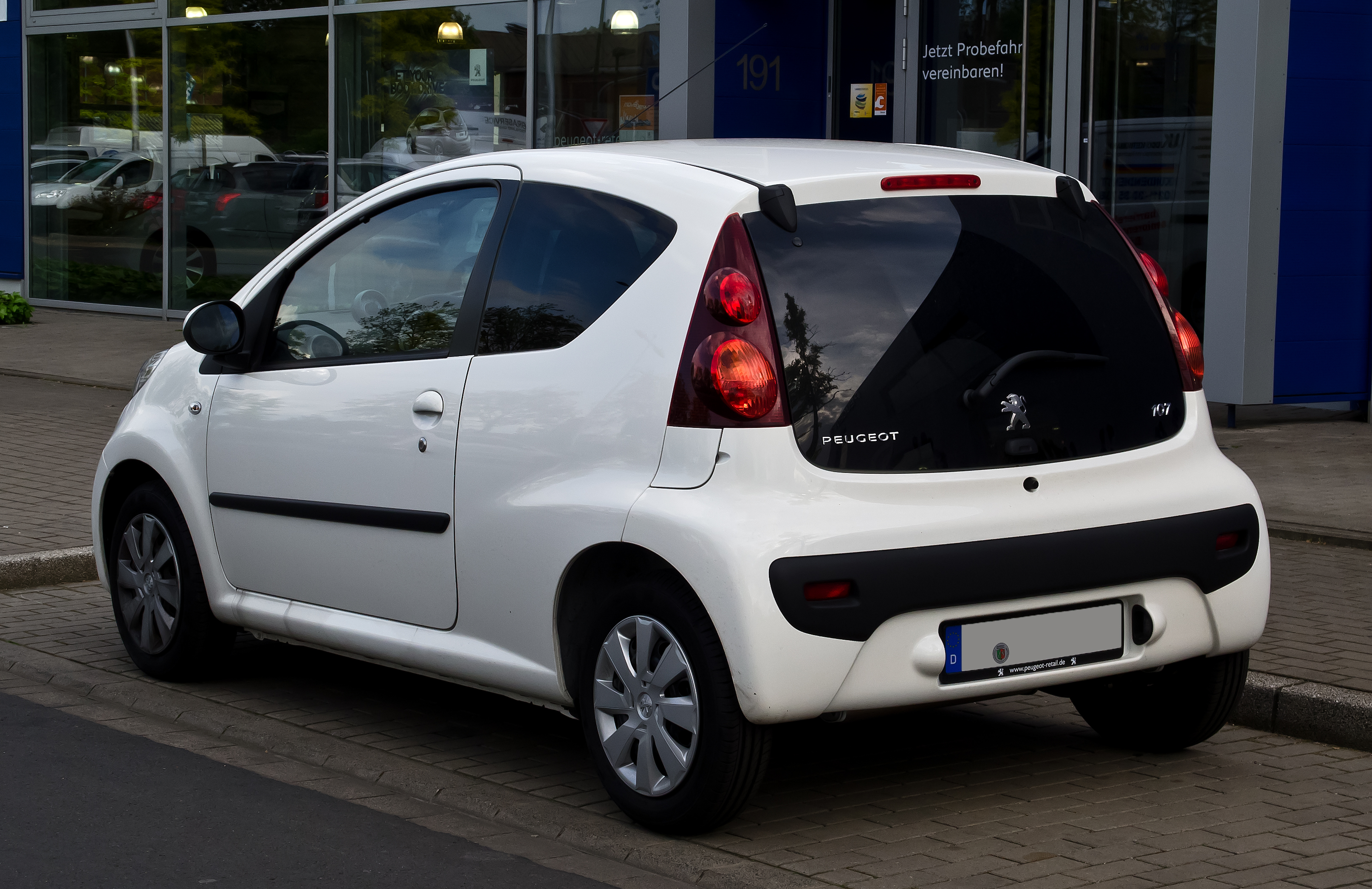
Heckansicht

## Modellvarianten

### 2005–2012
- Petit Filou (Grundmodell mit Servolenkung und 4 Airbags)
- Filou (zusätzliche Seitenschutzleisten, elektrische Fensterheber, Zentralverriegelung, geteilte Rücksitzbank)
- Street Racing (Editionsmodell nur dreitürig; ggü. Filou zusätzliche optische Aufwertungen, Leichtmetallfelgen, Lederlenkrad)
- Sweet Years (wie Filou aber zusätzlich mit Navigationssystem, Klimaanlage und ESP; nicht in Deutschland erhältlich)
- Urban Move charakteristisch sind die grau-roten Sitzpolster, ein Drehzahlmesser, ESP und Klimaanlage, sowie der Sonderlack.

### 2012–2014
- Access (Grundmodell)
- Active (zusätzliche Seitenschutzleisten, Nebelscheinwerfer, Lederlenkrad, Audioanlage)
- Envy (nur 2012, zusätzliches LED-Tagfahrlicht, abgedunkelte Seitenscheiben und Heckscheibe)

## Technische Daten
|                           | Peugeot 107 68 1 |
| ------------------------- | --- |
| Motor:                    | Dreizylinder-Reihenmotor                                                                                                |
| Ventile:                  | 12 |
| Hubraum:                  | 998 cm³ |
| Leistung:                 | 50 kW (68 PS) bei 6000/min                                                                                              |
| Max. Drehmoment:          | 93 Nm bei 3600/min |
| Getriebe, serienmäßig:    | 5-Gang-Schaltgetriebe                                                                                                   |
| Getriebe, optional:       | automatisiertes 5-Gang-Schaltgetriebe 2-tronic                                                                          |
| Fahrwerk:                 | vorn: MacPherson-Federbeine, Querlenker, Zahnstangenlenkung, Scheibenbremsen hinten: Verbundlenkerachse, Trommelbremsen |
| Höchstgeschwindigkeit:    | 157 km/h 157 km/h 2 |
| 0–100 km/h:               | 13,7 s 14,0 s 2 |
| Verbrauch in Liter/100 km | 4,5 S 4,6 S 2 |
| CO2-Ausstoß in g/km       | 106 107 2 |
| Tankinhalt:               | 35 l |

## Zulassungszahlen
Zwischen 2005 und 2014 sind in der Bundesrepublik Deutschland insgesamt 68.071 Peugeot 107 neu zugelassen worden. Mit 14.832 Einheiten war 2009 das erfolgreichste Verkaufsjahr. Dies ist auf die Umweltprämie zurückzuführen.
|  |

|  |

|  |

|  |

|  |

|  |

|  |

|  |

|  |

|  |

|  |

|  |

|  |

|  |

|  |

|  |

|  |

|  |

|  |

|  |

|  |

|  |

|  |

|  |

|  |

|  |

|  |

|  |

|  |

|  |

|  |

|  |

|  |

|  |

|  |

|  |

|  |

|  |

|  |

|  |

|  |

|  |

|  |

|  |

|  |

|  |

|  |

|  |

|  |

|  |

|  |

|  |

|  |

|  |

|  |

|  |

|  |

|  |

|  |

|  |

|  |

|  |

|  |

|  |

|  |

|  |

|  |

|  |

|  |

|  |

|  |

|  |

|  |

|  |

|  |

|  |

|  |

|  |

|  |

|  |

|  |

|  |

|  |

|  |

|  |

|  |

|  |

|  |

|  |

|  |

|  |

|  |

|  |

|  |

|  |

|  |

|  |

|  |

|  |

|  |

|  |

|  |

|  |

|  |

|  |

|  |

|  |

|  |

|  |

|  |

|  |

|  |

|  |

|  |

|  |

|  |

|  |

|  |

|  |

|  |

|  |

|  |

|  |

|  |

|  |

|  |

|  |

|  |

|  |

|  |

|  |

|  |

|  |

|  |

|  |

|  |

|  |

|  |

|  |

|  |

|  |

|  |

|  |

|  |

|  |

|  |

|  |

|  |

|  |

|  |

|  |

|  |

|  |

|  |

|  |

|  |

|  |

|  |

|  |

|  |

|  | Benziner (68.071) |

|  | Benziner (68.071) |